# Parafia św. Andrzeja Boboli we Wszedniu
Parafia św. Andrzeja Boboli we Wszedniu – rzymskokatolicka parafia należąca do dekanatu mogileńskiego.

## Rys historyczny
Parafia powstała w 1969 roku. Kościół wybudowano już w 1920 roku na potrzeby znajdującej się w tym miejscu parafii ewangelicko-augsburskiej. Poświęcono go w 1945 roku.
Księgi metrykalne: ochrzczonych, małżeństw i zmarłych prowadzone są w parafii od 1958 roku.

## Zasięg parafii
Do parafii należą wierni z miejscowości: Chałupska, Kołodziejewko, Twierdziń (część), Wszedzień Nowy i Wszedzień Stary

## Organy
Organy piszczałkowe o trakturze pneumatycznej znajdujące się w świątyni zostały wybudowane w 1909 r. przez Paula Voelknera z Bydgoszczy. Co ciekawe, bliźniaczą dyspozycję mają organy w kościele w Kołodziejewie. Na niektórych elementach znajdują się oznaczenia transportowe wskazujące ich przewóz do pobliskiego Mogilna.
Prospekt jednosekcyjny, bezstylowy. Część centralna wyższa, trójboczna, o trzech polach piszczałkowych: środkowe prostokątne, boczne w odbiciu lustrzanym, z ukośnymi kotarami. W częściach skrajnych niewielkie, boczne, ukośne kotarki. Części boczne bliźniacze. Pasy prostych gzymsów ozdobione malarsko, podobnie malowane uszy i dwie listwy w części centralnej, rozdzielające pola piszczałkowe. Wiatrownice stożkowe. Stół gry wbudowany w cokół szafy organowej. Skala manuałów: C-f3; skala pedału: C-d1.
Organy posiadają następującą dyspozycję głosów:
| 1. Bordun 16'          | 1. Geigen-principal 8' | 1. Subbass 16'  |
| 2. Principal 8'        | 2. Liebl. Gedackt 8'   | 2. Octavbass 8' |
| 3. Gambe 8'            | 3. Salicional 8'       |                 |
| 4. Hohlfloete 8'       | 4. Floete 4'           |                 |
| 5. Octave 4'           |                        |                 |
| 6. Progressio 2-3 fach |                        |                 |

połączenia: Manual-koppel, Pedal-koppel I, Pedal-koppel II
Stałe kombinacje: Mezzoforte, Tutti
oraz Calcanten-ruf 